# Ненадёжный рассказчик

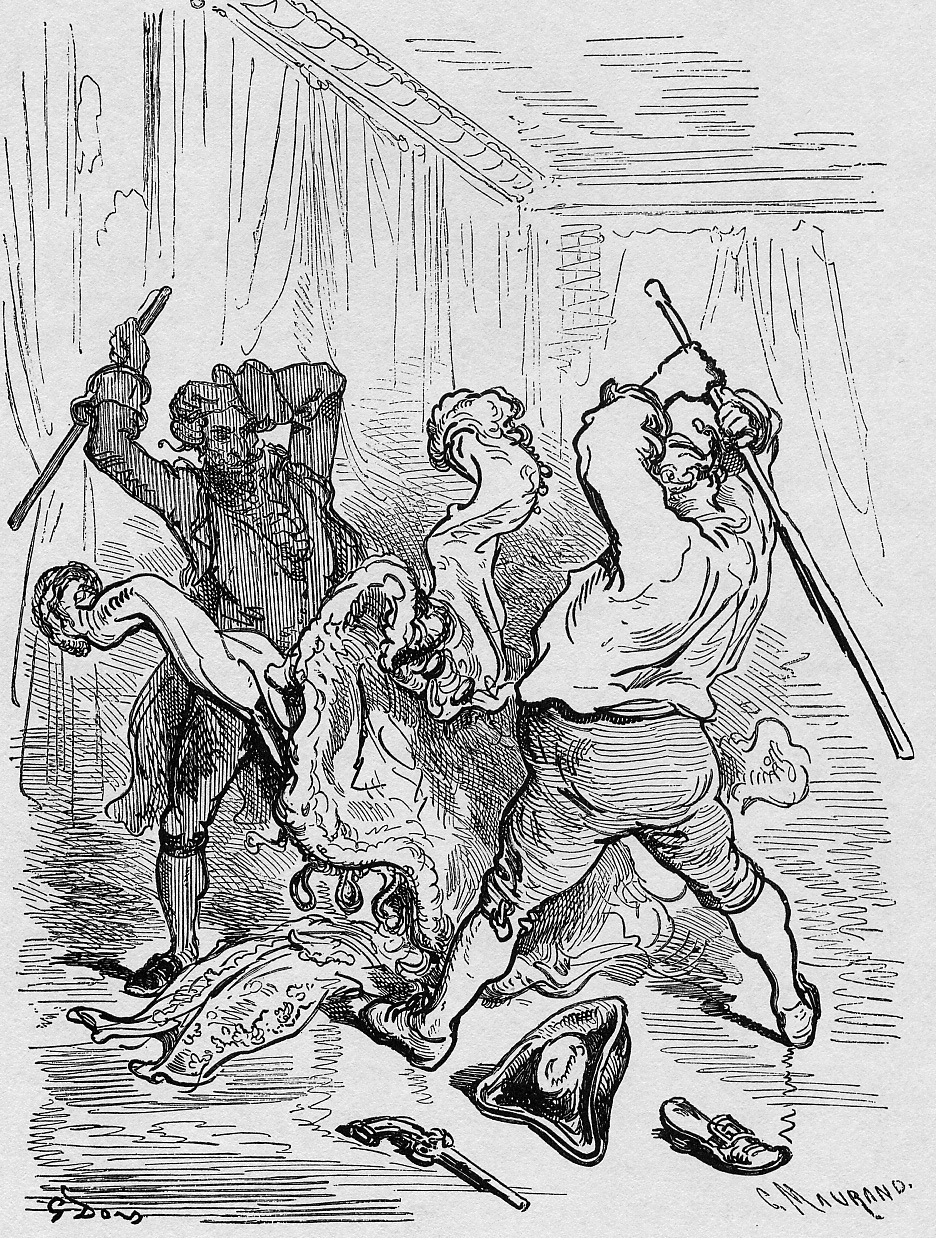
Классический пример ненадёжного повествователя — герой произведения Распе барон Мюнхгаузен. Иллюстрация Гюстава Доре

Ненадёжный рассказчик — герой-повествователь, сообщающий заведомо недостоверную информацию. При этом происходит нарушение негласного договора между автором и читателем, согласно которому события должны описываться достоверно.
Термин введён Уэйном Бутом в книге «Риторика художественной литературы» (1961). По мнению исследователей, существует множество возможностей участия ненадёжного рассказчика в повествовании и его влияния на сюжет.

## Проблема терминологии и классификации
По замечанию Джеймса Фрея («Как написать гениальный роман»), любой автор, приступая к сочинению нового произведения, заключает с читателем негласный договор, что события будут развиваться последовательно, а рассказчик — «играть по правилам». Однако в некоторых случаях возможны отступления от принятых в литературе стандартов. В качестве примера Фрей приводит ситуацию, когда герой-повествователь, действующий в фантастическом произведении, делится своими впечатлениями о встрече с немыслимой красавицей. Позже выясняется, что речь идёт о ящерице. Подобный приём способен увлечь читателя, однако злоупотреблять им не стоит, предостерегает Фрей.
Причиной ненадёжности повествователя могут быть проблемы с психикой (как у Патрика Бейтмена из романа Брета Истона Эллиса «Американский психопат») или изначальная пристрастность по отношению к людям и событиям:
Несмотря на то, что высказывания такого персонажа отличаются крайней предвзятостью, читатель понимает, как обстоит дело в действительности. Договор не нарушен, поскольку ни единое слово рассказчика не заслуживает доверия, и читатель обязательно поймёт это, пусть и не сразу.
Некоторые англоязычные литературоведы используют термин неоправданно широко, применяя его не только к повествовательной прозе, но и к драме (где нет повествования и, соответственно, повествователя). Например, Уильям Ригган, исследуя архетипы ненадёжных повествователей, находит их в комедии Плавта «Хвастливый воин», поскольку её главный герой обладает способностью преувеличивать свои заслуги и гиперболизировать собственные достижения. К «ненадёжным повествователям» Ригган причисляет и таких рассказчиков, как Гекльберри Финн из «Приключения Гекльберри Финна» Марка Твена и Холден Колфилд из романа Селинджера «Над пропастью во ржи»: на том основании, что их восприятие бывает неточным или ограниченным из-за возраста или общей незрелости. Исходя из подобной логики, «ненадёжными» можно назвать едва ли не всех героев, от чьего лица ведется рассказ, поскольку их восприятие событий всегда субъективно — ведь «возможность раскрыть субъективность взгляда на мир является… важнейшей семантической особенностью перволичного повестования».
В строгом смысле слова к типу «ненадёжного повествователя» относятся:
1. герои-повествователи, страдающие тяжёлым душевным недугом и неспособные адекватно воспринимать действительность (например, протагонист рассказа Эдгара Аллана По «Сердце-обличитель», Поприщин из «Записок сумасшедшего» Гоголя, Чарльз Кинбот из «Бледного огня» Владимира Набокова, Петр Пустота из «Чапаев и Пустота» В.Пелевина);
2. хвастливые выдумщики, вроде знаменитого героя Р. Э. Распе барона Мюнхгаузена, и лжецы, осознанно утаивающие или искажающие информацию (например, чтобы скрыть своё преступление или оправдать неблаговидные поступки). К этой группе принадлежат и явные преступники (Иван Петрович Камышев из ранней повести А. П. Чехова «Драма на охоте», Джеймс Шеппард из романа Агаты Кристи «Убийство Роджера Экройда»), и плуты, вроде главного героя романа Томаса Манна «Признания авантюриста Феликса Круля» (1954)[4].

## Недостоверный рассказчик в русской литературе
Более близкой литературной формой к недостоверному рассказу является быличка, где рассказ о встрече с нечистой силой ведётся с упором на личное свидетельство рассказчика.
Одним из первых использовал ненадёжного повествователя Н. В. Гоголь (безумный Поприщин из повести «Записки сумасшедшего»).
По мнению филолога Галины Жиличевой, в русской литературе 1920—1930-х годов есть немало примеров присутствия ненадёжных повествователей. Так, в романе Юрия Олеши «Зависть» история ареста Ивана Бабичева представлена в двух версиях: сначала о ней повествует Николай Кавалеров, позже — автор-повествователь. Каждый из них преподносит собственный взгляд на событие: в одном случае персонаж «пострадал» в ресторане, в другом — на улице.
Герой романа Ильи Эренбурга «Необычайные похождения Хулио Хуренито» (являющийся «карнавальным двойником автора») оказывается ненадёжным рассказчиком из-за собственной некомпетентности; его попытки пафосно поведать об учении и деяниях своего наставника — Великого Провокатора — оборачиваются чередой курьёзов.
В книге Леонида Добычина «Город Эн» ненадёжность повествователя связана с близорукостью; проблемы со зрением, выявляющиеся у рассказчика в конце произведения, «заставляют усомниться в его „дневнике наблюдений“»:
Его текст должен, таким образом, читаться заново как недостаточно резко наведённый на действительность.
Среди хрестоматийных ненадёжных повествователей есть некоторые персонажи произведений Владимира Набокова: Смуров из повести «Соглядатай», Герман Карлович из романа «Отчаяние».

## Примеры использования в литературе
Особенно интересной фигура «ненадёжного рассказчика» представляется в детективном сюжете; яркий пример тому — знаменитый роман Агаты Кристи «Убийство Роджера Экройда». Детективная сюжетная линия наблюдается и в новелле Акутагавы Рюноскэ «В чаще» (1921), и в романе Кадзуо Исигуро «Когда мы были сиротами» (2000).
- Джеффри Чосер «Кентерберийские рассказы» (конец XIV века)
- Эмили Бронте «Грозовой перевал» (1847)
- Уилки Коллинз «Лунный камень» (1866)
- Уилки Коллинз «Женщина в белом» (1860)
- Антон Чехов «Драма на охоте» (1884)
- Генри Джеймс «Поворот винта» (1898)
- Рюноскэ Акутагава «В чаще» (1922)
- Агата Кристи «Убийство Роджера Экройда» (1926)
- Владимир Набоков «Лолита» (1955)
- Гюнтер Грасс «Жестяной барабан» (1959)
- Айрис Мёрдок «Чёрный принц[англ.]» (1973)
- Уильям Хьёртсберг «Сердце ангела[англ.]» (1978)
- Чак Паланик «Бойцовский клуб» (1996)
- Йен Пирс «Перст указующий» (1997)
- Кадзуо Исигуро «Когда мы были сиротами[англ.]» (2000)
- Янн Мартел «Жизнь Пи» (2002)
- Джо Аберкромби «Первый Закон» (трилогия, 2006—2008)
- Гиллиан Флинн «Исчезнувшая» (2012)

## Примеры использования в кино и телесериалах
- «Кабинет доктора Калигари» (1920)
- «Гражданин Кейн» (1941)
- «Расёмон» (1950)
- «Харакири» (1962)
- «Легенда о княгине Ольге» (1983)
- «Сердце Ангела» (1987)
- «Подозрительные лица» (1995)
- «Титаник» (1997)
- «Пи» (1998)
- «Легенда о пианисте» (1998)
- «Бойцовский клуб» (1999)
- «Помни» (2000)
- «Американский психопат» (2000)
- «Герой» (2002)
- «Паук» (2002)
- «Идентификация» (2003)
- «Запределье» (2006)
- «Железнодорожный роман» (2007)
- «Остров проклятых» (2010)
- «Жизнь Пи» (2012)
- «Любовники» (The Affair, 2013—2019)
- «Исчезнувшая» (2014)
- «Я, Эрл и умирающая девушка» (2015)
- «Мистер Робот» (2015—2019)
- «Жаркие летние ночи» (2017)
- «Бумажный дом» (2017—2021)
- «Джокер» (2019)
- «Последняя дуэль» (2021)
- «Все совпадения неслучайны» (2024)

## Примеры использования в видеоиграх
- The Black Mirror (2003)
- Hitman: Blood Money (2006)
- Umineko no Naku Koro ni (2007)
- Spec Ops: The Line (2012)
- Call of Juarez: Gunslinger (2013)
- Tales from the Borderlands (2014)
- Hellblade: Senua’s Sacrifice (2017)
- YIIK: A Postmodern RPG[англ.] (2019)